# Jan Långben blir pappa
Jan Långben blir pappa (även Att vara pappa) (engelska: Fathers are People) är en amerikansk animerad kortfilm med Långben från 1951.

## Handling
Långben har blivit pappa och får med åren lära sig fördelarna och nackdelarna med att vara förälder, särskilt när pojken blir äldre. Då får Långben inte en lugn stund.

## Om filmen
Filmen är den första som Långben agerar rollen som pappa.
Filmen hade svensk premiär den 21 september 1953 och visades på biografen Spegeln i Stockholm.
Filmen har givits ut på VHS och DVD och finns dubbad till svenska.

## Rollista
- Bob Jackman – George Geef (Långben)[6]
- Rhoda Williams – Mrs. Geef[6]
- Bobby Driscoll – Långbens son[9]